# Bérenger de Nattes
Bérenger de Nattes (né vers 1325, à Rodez, en Rouergue - mort en 1393 ) est le premier consul de Rodez.

## Biographie
En 1360, le traité de Brétigny impose la remise du Sud-Ouest à l'Angleterre. En 1368, Bérenger de Nattes, premier consul de Rodez, refuse avec le Conseil de la Cité de payer l'impôt aux Anglais. Ces derniers le mettent en prison à Villefranche-de-Rouergue. 
Il contribue au soulèvement de la population ruthénoise contre les Anglais mais ceci est contesté.
En 1369, Bérenger de Nattes, premier consul et citoyen de Rodez, fut anobli avec ses enfants et toute sa postérité née et a naître, de l'un et l'autre sexe, par le roi Charles V à cause des services qu'il avait rendus au roi, « particulièrement en soumettant la ville de Rodez à son obéissance, et en l'attirant à son parti fidèlement et louablement ». Il reçut en outre une pension. Il épousa Souveraine Bastide dont il eut six enfants.